# Sphingolabis hawaiiensis
Sphingolabis hawaiiensis är en tvestjärtart som först beskrevs av De Bormans 1882.  Sphingolabis hawaiiensis ingår i släktet Sphingolabis och familjen Labiidae. Inga underarter finns listade i Catalogue of Life.